# San Mauro a Signa
San Mauro a Signa è una frazione del comune di Signa in provincia di Firenze. In dialetto locale è chiamata popolarmente Sammoro.
Situata geograficamente a 37 m di altitudine, si colloca ad est di Signa e ad ovest di Firenze.

## Etimologia del nome
Come per Signa, notizie certe sull'origine di San Mauro a Signa sono poche anche se alcuni storici ritengono che la fondazione sia compresa tra il 998 e il 1066. L'etimologia del nome venne presa direttamente dal monaco benedettino San Mauro, vissuto attorno al 500.

## Storia
Subendo direttamente le vicende storiche di Firenze e Signa, anche San Mauro fu partecipe di importanti eventi storici locali, come la battaglia tra Guelfi e Ghibellini avvenuta nella seconda metà del Duecento per la quale, dopo la vittoria guelfa, fu imposto ad un ghibellino di nome Bellondus Cambi de Sancto di risiedere nelle zone di San Mauro dopo il suo esilio da Firenze.
Come per Signa, San Mauro fu luogo dell'assedio di Castruccio Castracani, anche se in minor parte rispetto alla prima, e venne completamente saccheggiata dal condottiero lucchese.
Nell'alluvione di Firenze del 4 novembre 1966, il Bisenzio aveva rotto gli argini nei pressi di San Mauro a Signa.
Rimasta per secoli un semplice grumolo di abitazioni, negli ultimi decenni ha subìto un'importante crescita demografica raggiungendo circa 2 074 abitanti nel 2017. Importante a livello storico-artistico è la chiesa di San Mauro e, a livello turistico, sia il carnevale di San Mauro che si svolge lungo le strade della frazione, sia la corsa delle botti.